# شرکت کرین

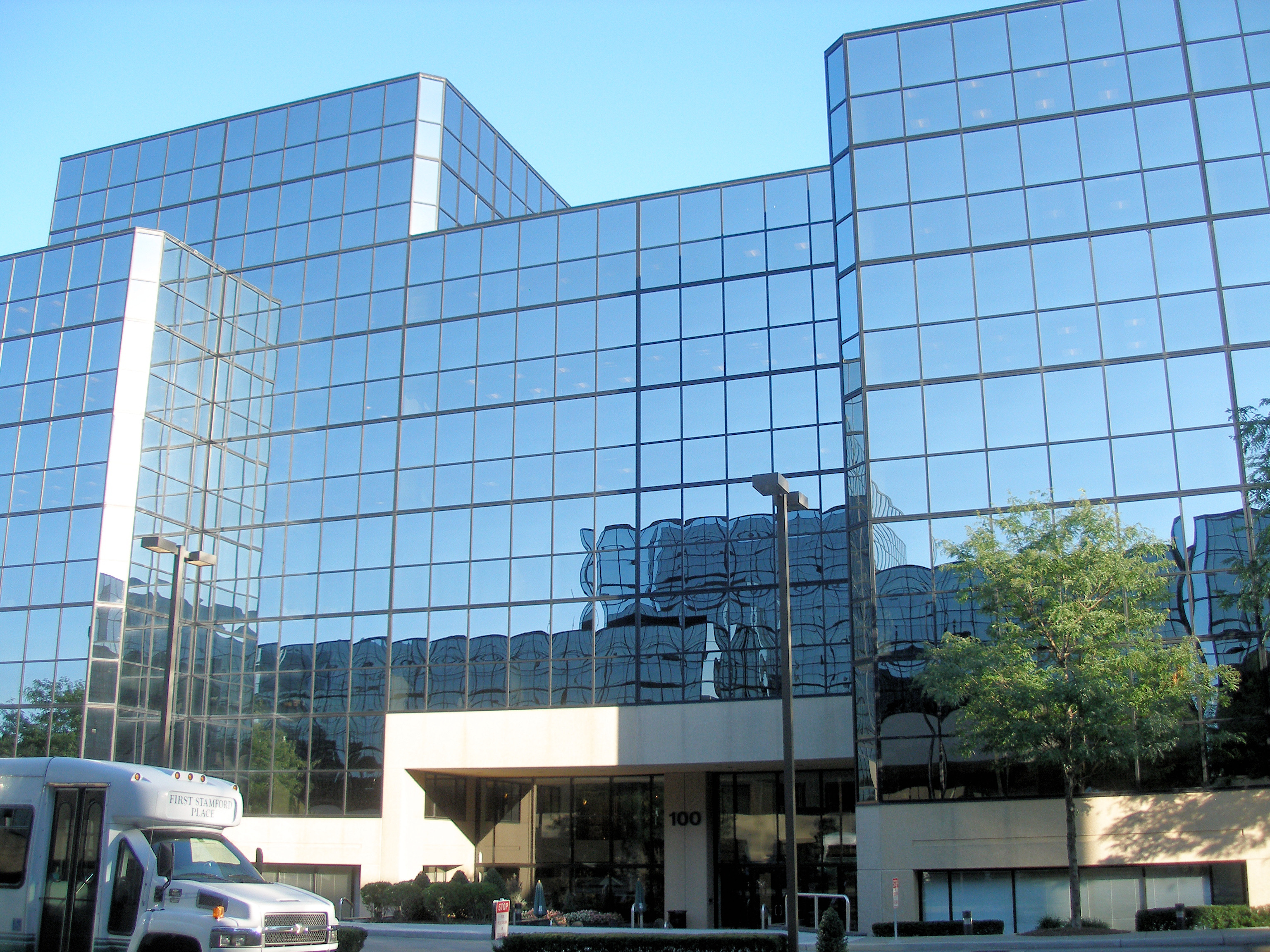
دفتر مرکزی شرکت کرین در استمفورد

شرکت کرین (به انگلیسی: Crane Company) یک شرکت تولید محصولات صنعتی در آمریکا است که دفتر مرکزی آن در استمفورد، کانتیکت استقرار دارد. این شرکت که مؤسس آن ریچارد تلر کرین است اکنون به شرکتی با زیرمجموعه‌های متعدد تبدیل شده‌است. بخش‌های مختلف شرکت کرین عبارتند از هوافضا و الکترونیک، مواد مهندسی (پانل‌های فایبرگلاس و تجهیزات مخابراتی)، فناوری‌های پرداخت (ماشین‌آلات فرآوری اسکناس و چاپ) و کنترل (سیستم‌های حسگر و کنترل). صنایع خدمت شده توسط این بخش‌ها شامل صنایع شیمیایی، ساخت و ساز تجاری، غذا و نوشیدنی، حمل و نقل عمومی و تجاری و تولید برق می‌شود. این شرکت تا سال ۱۹۹۰ یکی از تولیدکنندگان پیشرو در محصولات حمام بود اما آن را واگذار نمود.

## دعوی قضایی
این شرکت در سال ۱۹۱۷ در یک دعوی حقوقی برابر دولت ایالتی تگزاس به دیوان عالی آمریکا رفت.
این پرونده در بیش از ۲۰ حکم دیوان عالی کشور مورد استناد قرار گرفته‌است.

## تولید آزبست
در سال ۲۰۰۷، این شرکت ۳۹۰ میلیون دلار برای هزینه‌های مسئولیت ناشی از تولید آزبست را تا سال ۲۰۱۷ کنار گذاشته‌است.